# Matrix (série de films)
Pour les articles homonymes, voir Matrix.
 Pour plus de détails, voir Fiche technique et Distribution
Matrix, ou La Matrice au Québec, est une série de films américano-australiens écrits et réalisés par les Wachowski. La saga a également été développée en courts métrages (Animatrix), ainsi que dans plusieurs jeux vidéo (Enter the Matrix, The Matrix Online, …).
La série est composée de quatre films : Matrix (1999), Matrix Reloaded (2003), Matrix Revolutions (2003) et Matrix Resurrections (2021). Un cinquième volet est en préparation.

## Univers

### Environnement
Les personnages évoluent dans deux univers :
- la Matrice : univers virtuel réaliste dans lequel les humains sont enfermés, simulant le monde actuel. Il a existé plusieurs versions de la Matrice, qui se corrige au fur et à mesure des itérations et des anomalies systémiques qui apparaissent inévitablement.
- le monde réel : il s'agit de la Terre en ruines et sous une couche de nuages cachant définitivement le Soleil. Les machines ont pris le contrôle et utilisent les êtres humains comme source d'énergie.

Pour les garder vivants et productifs, les machines branchent les humains, enfermés dans des cocons, dans la Matrice pour leur donner une impression de liberté et ainsi utiliser le système nerveux de leurs corps pour produire de l'électricité.
Des humains rebelles libérés des cocons ont formé une ville souterraine, Sion, à laquelle les machines cherchent à accéder par tous les moyens afin de la détruire. En anglais, Zion est l'écriture phonétique de Sion, nom qui désigne le mont Sion, sur lequel est bâtie Jérusalem ; par extension, Sion désigne Jérusalem. Il est également précisé dans Matrix Reloaded que Sion comporte environ 250 000 habitants.

## Personnages

### Sion (Humains réels)
- Neo
- Morpheus
- Trinity

#### Kid
Michael Karl Popper, surnommé le Kid, est relié à la Matrice, comme des milliers d'êtres humains. Seulement l'adolescent reste persuadé que le monde autour de lui n'existe pas. Kid prend contact avec Néo et Trinity ; il ne rêve que d'une chose : sortir de la Matrice.
Un jour, en cours, Kid reçoit sur son téléphone un appel de Neo, le prévenant de l'arrivée d'agents : ceux-ci savent que Kid a conscience de l'existence de la Matrice. L'adolescent, plutôt doué en skateboard, réussit à distancer les agents et son professeur, qui lui courent après. Kid atteint le toit de son école, mais les agents le suivent de près ; Kid n'a qu'une seule chance : sauter dans le vide.
Sa chute provoquera son réveil dans le monde réel. Seulement, même si la Matrice n'est pas réelle, mourir dans ce programme entraîne, en principe, la mort dans le monde réel. En survivant à cette pseudo-mort dans la Matrice, Kid prouvera que l'auto-survivance (mourir dans la Matrice sans succomber dans le monde réel) est possible. Il sera recueilli par le Nebuchadnezzar, vaisseau du capitaine Morpheus et ira à Sion. Kid éprouvera une très grande reconnaissance pour Neo, ne cessant de lui répéter qu'il l'a « sauvé ». Neo, quelque peu embarrassé et gêné par cette reconnaissance de tous les instants, essaiera de faire comprendre à Kid qu'il s'est sauvé lui-même.
Kid apparaît rapidement dans Matrix Reloaded et dans Matrix Revolutions. Dans le dernier volet de la série, c'est lui qui ouvre la porte de Sion, pour permettre au vaisseau piloté par Niobe (en) et Morpheus d'entrer dans la ville.
Les apparitions de Kid sont rapides, mais un épisode entier d'Animatrix raconte son histoire (celle ci-dessus).
Son vrai nom, Michael Karl Popper, est une référence au philosophe autrichien Karl Popper, dont la théorie des trois mondes peut être vue comme une définition de la Matrice.

### Les Machines dans le monde réel
- Les Sentinelles : machines se promenant dans le monde réel afin de tuer toute forme de vie non autorisée. Elles sont contrôlées par le Deus ex machina (interface centrale de la ville des machines). Elles font partie du programme Monde du Dessus de la Matrice, de manière à faire croire aux humains du Monde du Dessous la rivalité entre humains et machines.
- Les APU : ce sont des exosquelettes pilotés par les humains dans le but de défendre Sion. Le chef des unités d'élite d'APU est le capitaine Mifune.

### Les «Programmes» dans la Matrice

#### Les Agents
Ils se promènent librement dans la Matrice pour en assurer la sécurité et lutter contre les humains la piratant. Ils sont impossibles à supprimer car ils n'ont pas de corps propre et intègrent les représentations d'humains branchés sur la Matrice en se téléchargeant « sur » eux ; s'ils se font tuer, ils se téléchargent sur un autre corps, en laissant derrière eux le cadavre de leur hôte. Ils sont dotés d'une force et d'une rapidité bien supérieure à tout autre humain, d'après Morpheus.

#### Les Exilés
Les exilés apparaissent dans les deux derniers volets de la trilogie Matrix Reloaded et Matrix Revolutions. Ce sont des programmes de la Matrice qui, une fois leur mission terminée, refusent la destruction et se cachent en son sein. Parmi eux sont à nommer l'Agent Smith, l'Oracle, le Maître des clefs (the Keymaker).

##### L'agent Smith
L'agent Smith est tout d'abord lié à la Matrice puis, à cause d'un bug causé par Neo sur ce programme, réussit à s'en émanciper. Il n'est plus Agent et son oreillette est déconnectée. Il ne peut plus désormais se télécharger à distance et, ainsi, passer de la représentation dans la matrice d'un être humain à un autre. En revanche, il peut se multiplier à l'infini, créant des doubles totalement indépendants, par contact, tant sur des représentations d'êtres humains que sur des Agents, et même passer dans le monde réel en répondant à un appel de sortie de la Matrice, habituellement utilisé par les humains. Sa haine des humains et le bug engendré par sa défaite contre Neo changent son but : de protecteur de la Matrice, il en devient l'ennemi. Il souhaite alors se dupliquer jusqu'à avoir le contrôle total de la Matrice, puis du monde des machines (monde réel). Dans Matrix Revolutions, il fusionne avec l'Oracle, formant ainsi un programme considérablement plus puissant que l'Agent Smith original, prenant même le dessus sur Neo.

##### L'Oracle
Programme très ancien ayant vu l'évolution de la Matrice. Originellement programmée pour étudier la psyché des humains afin de mieux les contrôler, elle leur sert désormais de guide. Toujours très énigmatique, elle est protégée par Séraphin. C'est elle qui manipule tout le monde depuis le début, car, en tant que programme de la Matrice, il est de son devoir de la protéger de l'anomalie Neo.
Une autre interprétation est qu'elle est une autre anomalie de la Matrice car elle agit en dépit de l'Architecte, dans le troisième volet. Absorbée à la fin par l'agent Smith, en même temps que le reste de l'humanité, elle lui confère ainsi le don de clairvoyance qui le rend quasiment invincible.

##### Le Mérovingien
On pense que le Mérovingien fut créé peu après l'apparition de la Matrice, plusieurs éléments dans les films laissent à penser qu'il survivrait au-delà des différentes Matrices tout en emportant des programmes avec lui. C'est un trafiquant d'informations très dangereux. Il fait des contrats avec les autres programmes de la Matrice et tient prisonnier le Maître des clefs.

##### Les jumeaux
Les jumeaux sont les gardes du Mérovingien, ils peuvent devenir translucides et avoir un corps fantôme quand on leur tire dessus ou qu'on essaie de les toucher avec une arme blanche. Ils ont, comme les agents, de très bons réflexes. Bien que battus par Morpheus mais a priori vivants, on ne sait pas ce qu'il advient d'eux par la suite.

##### L'Homme du train
Il est au service du Mérovingien. Il gère la liaison entre la Matrice et la source du monde des machines.

#### L'Architecte
Concepteur de la Matrice. Il révélera à Neo toute la machination de la Matrice (Monde du Dessus, du Dessous, les mensonges de l'Oracle, l'existence de plusieurs versions de Matrices, …).

#### Sati
Petite fille, programme responsable de l'aurore : première apparition dans Matrix Revolutions.
Après la paix entre les machines et les humains, c'est la première mise en marche du programme donc la première fois que le soleil apparaît dans la Matrice.

## Fiche technique
|                                    | Matrix (1999)           | Matrix Reloaded (2003)      | Matrix Revolutions (2003) | Matrix Resurrections (2021)    |
| ---------------------------------- | ----------------------- | --------------------------- | ------------------------- | ------------------------------ |
| Titre original                     | The Matrix              | The Matrix Reloaded         | The Matrix Revolutions    | The Matrix Resurrections       |
| Titre québécois                    | La Matrice              | La Matrice: Rechargée       | La Matrice: Révolutions   | La Matrice: Résurrections      |
| Réalisateurs                       | les Wachowski           | les Wachowski               | les Wachowski             | Lana Wachowski                 |
| Scénaristes                        | les Wachowski           | les Wachowski               | les Wachowski             | Lana Wachowski                 |
| Scénaristes                        | les Wachowski           | les Wachowski               | les Wachowski             | Aleksandar HemonDavid Mitchell |
| Producteurs                        | Joel Silver             | Joel Silver                 | Joel Silver               | Lana Wachowski                 |
| Producteurs                        | Joel Silver             | Joel Silver                 | Joel Silver               | Grant Hill                     |
| Producteurs délégués               | Les Wachowski           | Les Wachowski               | Les Wachowski             | Bruce BermanTerry Needham      |
| Monteur                            | Zach Staenberg          | Zach Staenberg              | Zach Staenberg            | Joseph Jett Sally              |
| Photographie                       | Bill Pope               | Bill Pope                   | Bill Pope                 | John TollDaniele Massaccesi    |
| Musique                            | Don Davis               | Don Davis                   | Don Davis                 | Johnny KlimekTom Tykwer        |
| Dates de sortie États-Unis/ Canada | 31 mars 1999            | 15 mai 2003                 | 27 octobre 2003           | 22 décembre 2021               |
| Dates de sortie France             | 23 juin 1999            | 16 mai 2003                 | 5 novembre 2003           | 22 décembre 2021               |
| Durée                              | 130 minutes             | 132 minutes                 | 129 minutes               | 148 minutes                    |
| Budget                             | 63 000 000 $            | Entre 127 et 150 millions $ | 150 000 000 $             | 190 000 000 $                  |
| Genre                              | science-fiction, action | science-fiction, action     | science-fiction, action   | science-fiction, action        |
| Pays d'origine                     | États-Unis              | États-Unis                  | États-Unis                | États-Unis                     |
| Pays d'origine                     | Australie               |                             |                           |                                |
| Distribution                       | Warner Bros.            | Warner Bros.                | Warner Bros.              | Warner Bros.                   |

## Distribution
| Personnages                     | Matrix (1999)        | Matrix Reloaded (2003)    | Matrix Revolutions (2003) | Matrix Resurrections (2021) |
| ------------------------------- | -------------------- | ------------------------- | ------------------------- | --------------------------- |
| Neo / Thomas A. Anderson        | Keanu Reeves         | Keanu Reeves              | Keanu Reeves              | Keanu Reeves                |
| Trinity                         | Carrie-Anne Moss     | Carrie-Anne Moss          | Carrie-Anne Moss          | Carrie-Anne Moss            |
| Morpheus                        | Laurence Fishburne   | Laurence Fishburne        | Laurence Fishburne        | Yahya Abdul-Mateen II       |
| Agent Smith                     | Hugo Weaving         | Hugo Weaving              | Hugo Weaving              | Jonathan Groff              |
| Agent Johnson                   |                      | Daniel Bernhardt          |                           | Daniel Bernhardt            |
| Cypher                          | Joe Pantoliano       |                           |                           |                             |
| Tank                            | Marcus Chong         |                           |                           |                             |
| Apoc                            | Julian Arahanga (en) |                           |                           |                             |
| l'Oracle                        | Gloria Foster        | Gloria Foster             | Mary Alice                |                             |
| Persephone                      |                      | Monica Bellucci           | Monica Bellucci           |                             |
| Séraphin                        |                      | Collin Chou               | Collin Chou               |                             |
| le Mérovingien                  |                      | Lambert Wilson            | Lambert Wilson            | Lambert Wilson              |
| Maggie                          |                      | Essie Davis               | Essie Davis               |                             |
| Zee                             |                      | Nona Gaye                 | Nona Gaye                 |                             |
| Colt                            |                      | Peter Lamb                | Peter Lamb                |                             |
| Ghost                           |                      | Anthony Brandon Wong (en) | Anthony Brandon Wong (en) |                             |
| Mifune                          |                      | Nathaniel Lees            | Nathaniel Lees            |                             |
| Niobe                           |                      | Jada Pinkett Smith        | Jada Pinkett Smith        | Jada Pinkett Smith          |
| Lock                            |                      | Harry Lennix              | Harry Lennix              |                             |
| Link                            |                      | Harold Perrineau          | Harold Perrineau          |                             |
| AK                              |                      | Robert Mammone            | Robert Mammone            |                             |
| Mme Dillard                     |                      | Robyn Nevin               | Robyn Nevin               |                             |
| Roland                          |                      | David Roberts             | David Roberts             |                             |
| le Kid                          |                      | Clayton Watson            | Clayton Watson            |                             |
| conseiller Hamann               |                      | Anthony Zerbe             | Anthony Zerbe             |                             |
| Cas                             |                      | Gina Torres               | Gina Torres               |                             |
| officier Wirtz                  |                      | Genevieve O'Reilly        | Genevieve O'Reilly        |                             |
| conseiller West                 |                      | Cornel West               | Cornel West               |                             |
| Rama-Kandra                     |                      | Bernard White             | Bernard White             |                             |
| l'opérateur de la porte de Sion |                      | Rene Naufahu              | Rene Naufahu              |                             |
| l'homme du train                |                      |                           | Bruce Spence              |                             |
| Sati                            |                      |                           | Tanveer K. Atwal          | Priyanka Chopra             |
| Bugs                            |                      |                           |                           | Jessica Henwick             |
| l'Analyste                      |                      |                           |                           | Neil Patrick Harris         |

## Influences et interprétations
Les films Matrix font de nombreuses références à d'autres films et à des livres, ainsi qu'à des mythes historiques et des thèmes philosophiques comme le bouddhisme, le Védanta, l'hindouisme Advaïta Védanta, le christianisme, le messianisme, le judaïsme, le gnosticisme, l'existentialisme, l'obscurantisme et le nihilisme. L'idée de départ des films renvoie à l'allégorie de la caverne de Platon, au malin génie de René Descartes, aux réflexions d'Emmanuel Kant sur le phénomène contre le noumène, sur le Rêve du papillon de Zhuangzi, la théorie sociale marxiste et l'expérience de pensée du cerveau dans une cuve. Plusieurs références sont faites au livre de Jean Baudrillard, Simulacres et Simulation, dont un exemplaire apparaît dans le premier film, mais l'auteur le considère mal utilisé. Toutefois, en 2013, Lana Wachowski affirme que la référence a été mal comprise. Il y a des points communs avec des œuvres du cyberpunk comme Neuromancer de William Gibson, qui décrit Matrix comme « certainement la création 'cyberpunk' ultime. »
Le film d'animation japonais Ghost in the Shell de Mamoru Oshii a eu une forte influence. Le producteur Joel Silver a déclaré que les Wachowski ont décrit leur note d'intention pour Matrix et lui montrant l'anime avant de dire « On veut le faire en vrai,. » Mitsuhisa Ishikawa de Production I.G, qui a produit Ghost in the Shell, note que les visuels ultra-détaillés de l'anime ont été une grande source d'inspiration pour les Wachowski. Il ajoute « [...] les films cyberpunk sont difficiles à décrire à une tierce personne. J'imaginais que Matrix est le genre de film très difficile à définir à l'écrit pour être proposé au studio. » Il dit que depuis que Ghost in the Shell est reconnu aux États-Unis, les Wachowski l'utilisent comme « objet promotionnel ». Des points communs avec l'anime de 1985 Megazone 23 ont été notées, mais les Wachowski affirment ne l'avoir jamais vu.
Les critiques ont remarqué les ressemblances entre Matrix et d'autre films de la fin des années 1990 tels que Strange Days, Dark City et The Truman Show,,. Les Wachowski nient avoir été inspirés par Dark City, mais ont remarqué, comme avec The Truman Show, qu'il était « très étrange que l'Australie fasse le lien avec trois films qui se penchent tous sur la nature de la réalité. »
Des comparaisons sont également faites avec la série de comics de Grant Morrison The Invisibles ; Morrison considère même que les Wachowski ont plagié son œuvre pour créer le film. Les Wachowski admettent avoir apprécié le comic mais nient toute inspiration.
De plus, la ressemblance entre le concept de base et un ressort de la première série Doctor Who a été remarqué. Comme dans le film, la Matrice de la série (introduite dans le serial de 1976 The Deadly Assassin) est un système informatique géant par lequel un humain peut se connecter par la tête, permettant à l'utilisateur de voir des représentations du vrai monde et changer les lois de la physique, mais si l'utilisateur est tué à l'intérieur, il meurt dans le monde réel.
Le premier film Matrix fait plusieurs références au Lapin blanc, au terrier et aux miroirs, renvoyant aux romans de Lewis Carroll Alice au Pays des Merveilles et De l'autre côté du miroir,.
À la suite de la transition des Wachowski après la sortie des films, l'analogie de la pilule dans le premier film a été vue comme une analogie de l'expérience des Wachowski en tant que femmes transgenres. Prendre la pilule rouge et quitter la matrice symboliserait la recherche de sa propre identité de genre, de la transition jusqu'au coming out transgenre, en opposition à une vie dans la Matrice/le genre assigné,. En 2016, Lilly Wachowski reconnaît cette analyse et la considère comme « une chose intéressante qui rappelle excellement bien que l'art et son interprétation ne sont jamais figés ».

## Accueil

### Box-office
| Film                | Année | Recettes au box-office (en USD) | Recettes au box-office (en USD) | Recettes au box-office (en USD) | Nombre d'entrées | Nombre d'entrées | Budget                 | Sources |
| Film                | Année | États-Unis, Canada              | Reste du monde                  | Monde                           | France           | Paris            | Budget                 | Sources |
| ------------------- | ----- | ------------------------------- | ------------------------------- | ------------------------------- | ---------------- | ---------------- | ---------------------- | ------- |
| Matrix              | 1999  | 172 076 928                     | 295 145 800                     | 467 222 728                     | 4 771 685        | 1 107 796        | 63 millions $          | ,       |
| Matrix Reloaded     | 2003  | 281 576 461                     | 460 552 000                     | 742 128 461                     | 5 701 222        | 1 244 895        | environ 150 millions $ | ,       |
| Matrix Revolutions  | 2003  | 139 313 948                     | 288 030 377                     | 427 344 325                     | 3 535 174        | 750 386          | 150 millions $         | ,       |
| Matrix Résurrection | 2021  | 40 463 197                      | 118 734 558                     | 159 197 755                     | 972 644          |                  | 190 millions $         |         |
| Total               | Total | 633 430 534 $                   | 1 162 462 735 $                 | 1 795 893 269 $                 | 14 980 725       | 3 103 077        | 553 millions $         | [ 28 ]  |

### Critique
| Film                | Allociné                | Imdb                | Rotten Tomatoes     | Metacritic            |
| ------------------- | ----------------------- | ------------------- | ------------------- | --------------------- |
| Matrix              | 4,3/5 (1 796 critiques) | 8,7 (309 critiques) | 87% (139 critiques) | 73/100 (35 critiques) |
| Matrix Reloaded     | 3,5/5 (1 427 critiques) | 7,2 (278 critiques) | 73% (237 critiques) | 62/100 (40 critiques) |
| Matrix Revolutions  | 3,3/5 (1 484 critiques) | 6,7 (248 critiques) | 36% (208 critiques) | 47/100 (41 critiques) |
| Matrix Resurrection | 2,6/5 (1 306 critiques) | 5,7 (340 critiques) | 63% (360 critiques) | 63/100 (57 critiques) |